# Juan Martín el Empecinado (episodio nacional)
Juan Martín el Empecinado es la novena novela de la primera serie de los Episodios Nacionales de Benito Pérez Galdós. Publicada en 1874, narra las peripecias de Gabriel de Araceli, oficial en el ejército regular y personaje principal en el hilo narrativo de la serie, durante la Guerra de la Independencia Española y sus vicisitudes con los guerrilleros comandados por Juan Martín el Empecinado y sus escaramuzas bélicas en forma de guerra de guerrillas, cuando esta estrategia militar tuvo su origen. La novela hace un singular retrato del líder guerrillero español, que el escritor dibuja en varias ocasiones, siendo quizá la más conocida aquella en la que Galdós analiza la tipología, tan española, del caudillo, poniendo estas palabras en boca de Gabriel de Araceli.

Tres tipos ofrece el caudillaje en España, que son: el guerrillero, el contrabandista, el ladrón de caminos. El aspecto es el mismo: sólo el sentido moral les diferencia. Cualquiera de esos tipos puede ser uno de los otros dos sin que lo externo varíe, con tal que un grano de sentido moral (permítaseme la frase) caiga de más o de menos en la ampolleta de la conciencia. Las partidas que tan fácilmente se forman en España pueden ser el sumo bien o mal execrable. ¿Debemos celebrar esta especial aptitud de los españoles para consagrarse armados y oponer eficaz resistencia a los ejércitos regulares? ¿Los beneficios de un día son tales que puedan hacernos olvidar las calamidades de otro día? Esto no lo diré yo, y menos en este libro donde me propongo enaltecer las hazañas de un guerrillero insigne que siempre se condujo movido por nobles impulsos, y fue desinteresado, generoso, leal, y no tuvo parentela moral con facciosos, ni matuteros, ni rufianes, aunque sin quererlo, y con fin muy laudable, cual era el limpiar a España de franceses, enseñó a aquellos el oficio.
Galdós, J.M. el Empecinado (1874), cap. V